# Kohautia dolichostyla
Kohautia dolichostyla är en måreväxtart som beskrevs av Cornelis Eliza Bertus Bremekamp. Kohautia dolichostyla ingår i släktet Kohautia och familjen måreväxter. Inga underarter finns listade i Catalogue of Life.